# Philippe Grombeer
Philippe Grombeer est un directeur de théâtre belge, né à Malmedy le 15 janvier 1946 et mort à Bruxelles le 26 avril 2020. Il a créé et dirigé les Halles de Schaerbeek de 1974 à 2002, puis le Théâtre des Doms à Avignon de 2002 à 2011.

## Biographie
Né à Malmedy (province de Liège) en 1946, Philippe Grombeer arrive en 1965 à l'Université libre de Bruxelles pour étudier les sciences politiques, la sociologie, le journalisme et la communication sociale,.
Le soir après ses cours, durant trois ans il est tour à tour figurant et machiniste à l'opéra de la Monnaie et pour la salle de concerts du Cirque Royal.

### La "Ferme V"
De 1968 à 1971, parallèlement à ses études, il rejoint l'équipe d'animation de la "Ferme V" à Woluwe-Saint-Lambert (commune de l'est de Bruxelles), une maison de jeunes très avant-gardiste qui commence à organiser des concerts et spectacles. Avec cette équipe, et l'aide du journaliste rock Piero Kenroll, il arrive à mettre en place un concert de Genesis en 1971 (période Peter Gabriel) dans cette ferme réaffectée, provoquant une hausse de notoriété chez les jeunes, mais aussi quelques réactions politiques locales qui lui vaudront sa fermeture,,.

### Halles de Schaerbeek
Au début des années 1970, lui et son ami Jo Dekmine portent leur attention sur un bâtiment à l'abandon au nord de Bruxelles, une ancienne halle de marché aux légumes du XIXe siècle à l'architecture de fer et de verre. Ils en feront un espace culturel. Directeur des Halles durant 28 ans, Philippe Grombeer transformera ce lieu en un Centre culturel européen dont la renommée et les dimensions ont permis d'accueillir des spectacles nécessitant de grands volumes, comme en 1978 les mises en scène de Peter Brook (« Ubu roi » et « Ubu enchaîné » d'Alfred Jarry), en 1986 le Théâtre du Soleil d'Ariane Mnouchkine (« L'Histoire terrible mais inachevée de Norodom Sihanouk, roi du Cambodge »), en 1988 La Fura dels Baus (« SUZ/O/SUZ »), Bob Wilson, un concert d'Étienne Daho, la danse d'Anne Teresa De Keersmaeker... Sous sa direction, l'équipe des Halles y lancera aussi le Festival Couleur Café en 1990.
Philippe Grombeer fait partie des fondateurs du festival de musique Folk Le Temps des cerises à Floreffe en 1976, célèbre pour n'avoir eu que trois éditions alors qu'un public important s'y déplaçait. (aujourd'hui, l'abbaye de Floreffe accueille annuellement le festival Esperanzah!),.
Avec d'autres collaborations et équipes, il lance aussi la fondation en 1983 du réseau Trans Europe Halles, qui relie des centres culturels établis dans des espaces laissés à l'abandon. Ce réseau compte actuellement 127 lieux associés, dans les villes majeures de 36 pays,.

### Le théâtre des Doms
En 2002, il quitte la direction des Halles de Schaerbeek pour la direction d'un théâtre situé dans la ville d'Avignon, que la Communauté Wallonie Bruxelles venait d'acheter pour 915 000 € afin d'y promouvoir le spectacle francophone belge. Après un appel ouvert pour sa gestion, le projet de Philippe Grombeer est retenu. Il construira la programmation et les saisons du théâtre des Doms durant 9 ans, en particulier durant le Festival Off d'Avignon chaque été, longtemps avec la collaboration d'Isabelle Jans (future directrice),.
Il fait progresser l'identité et la notoriété du théâtre des Doms, jusqu'à sa retraite en 2011. Isabelle Jans prend alors sa suite à la direction,.

### Passeur de culture
Philippe Grombeer se définissait comme « un passeur de culture, aiguillon de l’action culturelle ». Au-delà de son acuité à repérer et promouvoir les jeunes troupes de création, la particularité soulignée de Philippe Grombeer (par ses équipes, les journalistes, le circuit culturel belge) était sa gentillesse, sa bienveillance et son attention. Les médias belges décrivent « un homme de fidélité, de complicité, un programmateur hors pair, découvreur de talents ».
Après un livre d'entretiens biographiques et une retraite faite de collaborations amicales avec des festivals et lieux de culture en Belgique, il décède de complications de santé à Bruxelles (Auderghem) en avril 2020.